# Clubiona helva
Clubiona helva là một loài nhện trong họ Clubionidae.
Loài này thuộc chi Clubiona. Clubiona helva được Eugène Simon miêu tả năm 1897.